# كريستوف يوجين
كريستوف يوجين (بالألمانية: Christoph Eugen)‏ هو متزحلق نوردي مزدوج نمساوي، ولد في 28 مايو 1976 في يودنبورغ في النمسا.

## وصلات خارجية
- كريستوف يوجين على موقع الاتحاد الدولي للتزلج (التزلج النوردي المزدوج) (الإنجليزية)
- كريستوف يوجين على موقع أوليمبيديا (الإنجليزية)